# シェミャノヴィツェ・シロンスキェ

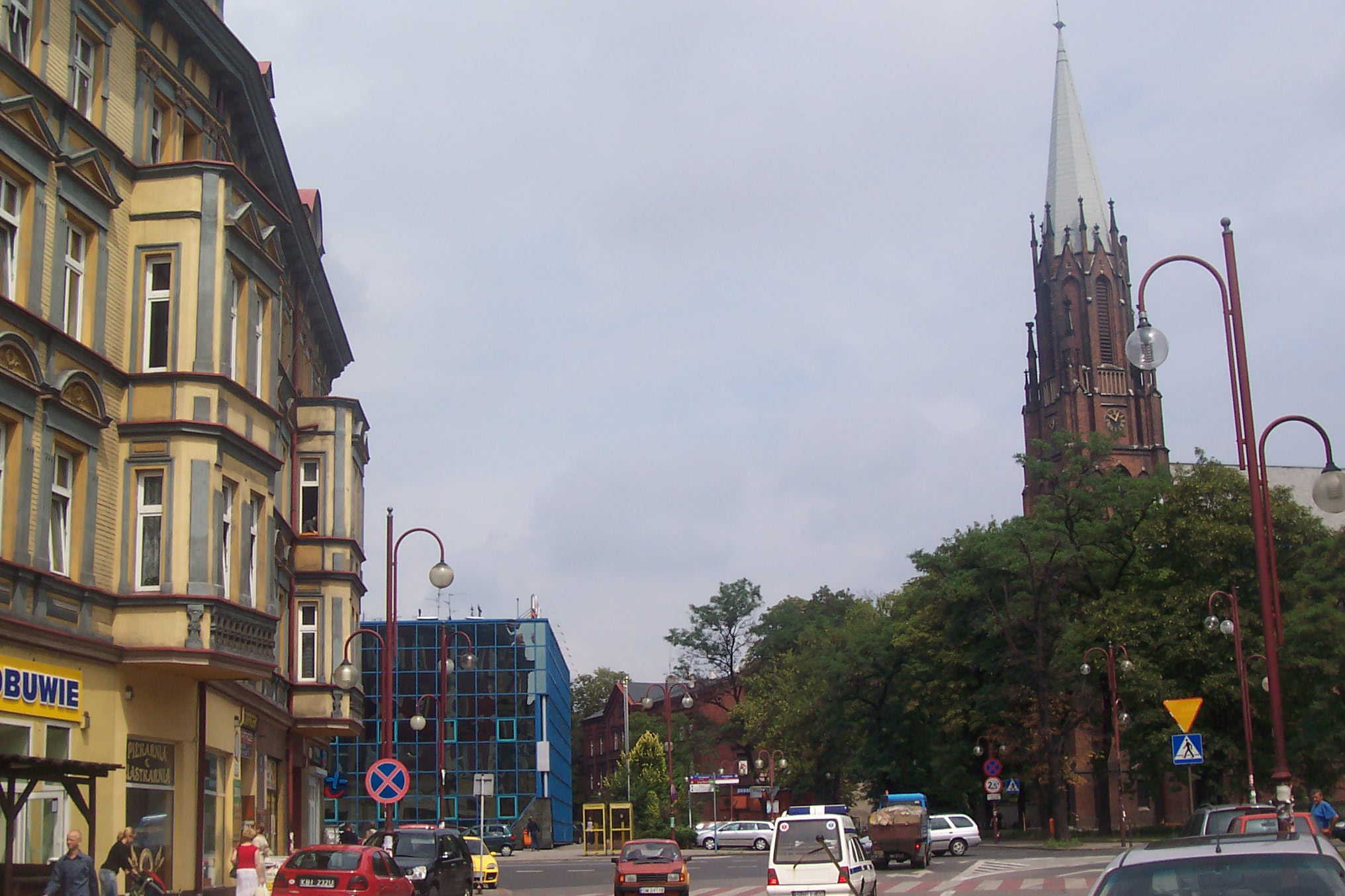
街の中心部

シェミャノヴィツェ・シロンスキェ (ポーランド語: Siemianowice Śląskie [ɕɛmjanɔˈvit͡sɛ ˈɕlɔ̃skʲɛ], ドイツ語: Laurahütte）は、ポーランドの都市。シロンスク県に属する。市の南部で同県の中心都市カトヴィツェ、西部でホジューフと接している。

## 歴史
19世紀後半、ドイツ帝国のもとで工業化が進められた。第一次世界大戦後にポーランド領となる。1923年にシェミャノヴィツェ (独: Siemianowitz) とフタ・ラウラ (独: Laurahütte) が合併してシェミャノヴィツェ・シロンスキェが成立した。1932年に都市としての地位を認められた。第二次世界大戦中にナチス・ドイツの支配下におかれ、ラウラヒュッテと呼称されたが、戦後再びポーランド領となった。かつてはカトヴィツェ県に属していたが、行政区の再編にともない、1999年よりシロンスク県に属することになった。

## 姉妹都市
- ケーテン (アンハルト)（ドイツ）
- ワットルロー（フランス）
- ヤブルンコフ（英語版）（チェコ）
- モハーチ（ハンガリー）
- クンピア・トゥルジー（ルーマニア）